# Stenaelurillus giovae
Stenaelurillus giovae är en spindelart som beskrevs av Lodovico di Caporiacco 1936. Stenaelurillus giovae ingår i släktet Stenaelurillus och familjen hoppspindlar. Inga underarter finns listade i Catalogue of Life.